# Nicéforo (hijo de Artabasdo)
Nicéforo (en griego: Νικηφόρος) fue Coemperador bizantino del 741 al 743. El fue coronado después de su padre, Artabasdo (r.  741–743) el cual usurpó el trono a Constantino V (r.  741–775). Constantino recuperó el poder el 2 de noviembre de 743, y Nicéforo, Artabasdo, y Nicetas fueron cegados y confinados en la Iglesia de Cora.

## Vida
Nicéforo fue nombrado strategos de Tracia por su padre Artabasdo después de usurpar el trono de Constantino V, alrededor de junio o julio de 741. El fue nombrado coemperador en algún punto del 741.
Después de que Constantino derrotara a Artabasdo el 2 de noviembre de 743, humilló a Artabasdo, Nicéforo y Nicetas en el Hipódromo de Constantinopla antes de ser cegado y confinado en la Iglesia de Chora.